# 小行星1942
小行星1942（1942 Jablunka）是一颗围绕太阳公转的小行星。1972年9月30日，盧波什·科胡特克在汉堡发现了此天体。
該小行星以捷克的村莊亞布倫卡命名。
这颗小行星的绝对星等为11.63152934311102等。